# Либрето
Либретото (от италиански: libretto – „книжка“) е литературен текст на голямо музикално-сценично произведение (опера, оперета, мюзикъл и др). Либретото е предимно в стихотворна форма. Повечето композитори използват либрето, съставено от друг автор, но някои сами пишат литературния текст – такива са Рихард Вагнер, Модест Мусоргски и други.
Либретото бива оригинално или върху произведение от художествената литература.
Думата се използва и за литературно изложение на съдържанието на балет или пантомима.